# Achutan Ramachandran
Achutan Ramachandran Nair (Attingal, 12 de septiembre de 1935 - Nueva Deli, 10 de febrero de 2024) fue un pintor indio.

## Biografía
Estudió en la Universidad Colegio Trivandrum y en la Universidad Visva Bharatitu, obtuvo una maestría en literatura malayalam. 
Ramachandran era conocido por sus lienzos monumentales, coloridos óleost, esculturas y acuarelas.
En 1991, fue nombrado presidente honorario de la Academia Kerala Lalithakala y en 2005 se convirtió en profesor emérito de la Universidad Jamia Millia Islamia. En 2002, fue elegido miembro de Lalit Kala Akademi y recibió el Premio Padma Bhushan en 2005, el tercer honor civil más alto de la India, por su destacado servicio a la nación. Contrajo matrimonio con la artista Tan Yuan Chameli, fueron padres de Rahul Ramachandran.
Ramachandran falleció el 10 de febrero de 2024 a los 89 años, a causa de una enfermedad prolongada en Nueva Deli.

## Premios
- 1978 y 1980, Premio Noma Concours
- 2005, Premio Padma Bhushan